# Copa da UEFA de 1971–72
A Copa da UEFA de 1971–72 foi a primeira edição da Copa da UEFA, vencida pelo Tottenham Hotspur em vitória sobre o Wolverhampton Wanderers em jogos de ida e volta (2-1 e 1-1). É conhecida como a sucessora da Taça das Cidades com Feiras. Contou com 64 clubes.

## Primeira Fase
As partidas da primeira fase foram jogadas nos dias 14-16 (1º jogo) e 29-30 (2º jogo) de Setembro.
| Equipe 1                | Total   | Equipe 2                | 1.º jogo | 2.º jogo |
| ----------------------- | ------- | ----------------------- | -------- | -------- |
| Hertha BSC              | 7–2     | Elfsborg                | 3–1      | 4–1      |
| Dundee                  | 5–2     | AB                      | 4–2      | 1–0      |
| Rosenborg               | 4–0     | HIFK                    | 3–0      | 1–0      |
| Vasas                   | 2–1     | Shelbourne              | 1–0      | 1–1      |
| Glentoran               | 1–7     | Eintracht Braunschweig  | 0–1      | 1–6      |
| ÍBK Keflavík            | 1–15    | Tottenham Hotspur       | 1–6      | 0–9      |
| Celta de Vigo           | 0–3     | Aberdeen                | 0–2      | 0–1      |
| Den Haag                | 7–2     | Aris Bonnevoie          | 5–0      | 2–2      |
| Wolverhampton Wanderers | 7–1     | Académica de Coimbra    | 3–0      | 4–1      |
| Saint-Étienne           | 2–3     | Köln                    | 1–1      | 1–2      |
| Lugano                  | 1–3     | Legia Warsaw            | 1–3      | 0–0      |
| Porto                   | 1–3     | Nantes                  | 0–2      | 1–1      |
| Hamburg                 | 2–4     | St. Johnstone           | 2–1      | 0–3      |
| Southampton             | 2–3     | Athletic Bilbao         | 2–1      | 0–2      |
| Bologna                 | 3–1     | Anderlecht              | 1–1      | 2–0      |
| Napoli                  | 1–2     | Rapid Bucureşti         | 1–0      | 0–2      |
| Vitória de Setúbal      | (gf)2–2 | Nîmes Olympique         | 1–0      | 1–2      |
| Atlético Madrid         | 2–2(gf) | Panionios               | 2–1      | 0–1      |
| Carl Zeiss Jena         | 4–3     | Lokomotiv Sofia         | 3–0      | 1–3      |
| Basel                   | 2–4     | Real Madrid             | 1–2      | 1–2      |
| Marsa                   | 0–11    | Juventus                | 0–6      | 0–5      |
| Dinamo Zagreb           | 8–2     | Botev Vratsa            | 6–1      | 2–1      |
| Arad                    | 5–4     | Austria Salzburg        | 4–1      | 1–3      |
| Fenerbahçe              | 2–4     | Ferencváros             | 1–1      | 1–3      |
| Milan                   | 7–0     | Digenis Akritas Morphou | 4–0      | 3–0      |
| Spartak Moscow          | 3–2     | VSS Košice              | 2–0      | 1–2      |
| OFK Belgrade            | 6–3     | Djurgårdens IF          | 4–1      | 2–2      |
| Željezničar             | 4–3     | Club Brugge             | 3–0      | 1–3      |
| PSV                     | (wo)1   | Hallescher              | 0–0      |          |
| Zagłębie Wałbrzych      | 4–2     | Union Teplice           | 1–0      | 3–2      |
| Lierse                  | 4–2     | Leeds United            | 0–2      | 4–0      |
| Rapid Wien              | (wo)2   | Vllaznia Shkodër        |          |          |

1 Hallescher desistiu da competição depois do primeiro jogo.

2 Vllaznia Shkodër desistiu da competição.

## Segunda Fase
A segunda fase foi disputada entre os dias 19-21 de Outubro (1º jogo) e 2-4 de Novembro (2º jogo).
| Equipe 1               | Total   | Equipe 2                | 1.º jogo | 2.º jogo |
| ---------------------- | ------- | ----------------------- | -------- | -------- |
| Rosenborg              | 4–4(gf) | Lierse                  | 4–1      | 0–3      |
| FC Rapid Bucureşti     | 4–2     | Legia Warsaw            | 4–0      | 0–2      |
| Köln                   | 4–5     | Dundee                  | 2–1      | 2–4      |
| Den Haag               | 1–7     | Wolverhampton Wanderers | 1–3      | 0–4      |
| Željezničar            | (gf)3–3 | Bologna                 | 1–1      | 2–2      |
| Nantes                 | 0–1     | Tottenham Hotspur       | 0–0      | 0–1      |
| Eintracht Braunschweig | 4–3     | Athletic Bilbao         | 2–1      | 2–2      |
| St Johnstone           | 2–1     | Vasas                   | 2–0      | 0–1      |
| Spartak Moscow         | 0–4     | Vitória de Setúbal      | 0–0      | 0–4      |
| Milan                  | 5–4     | Hertha BSC              | 4–2      | 1–2      |
| OFK Belgrade           | 1–5     | Carl Zeiss Jena         | 1–1      | 0–4      |
| Zagłębie Wałbrzych     | 2–3     | Arad                    | 1–1      | 1–2      |
| Dinamo Zagreb          | 2–2(gf) | Rapid Wien              | 2–2      | 0–0      |
| Real Madrid            | 3–3(gf) | PSV                     | 3–1      | 0–2      |
| Juventus               | 3–1     | Aberdeen                | 2–0      | 1–1      |
| Ferencváros            | (wo)1   | Panionios               |          |          |

1 A UEFA expulsou o Panionios da competição.

## Oitavas de Final
A terceira fase foi disputada nos dias 23-24 de Novembro (1º Jogo) e 8 de Dezembro (2º Jogo).
| Equipe 1               | Total | Equipe 2                | 1.º jogo | 2.º jogo |
| ---------------------- | ----- | ----------------------- | -------- | -------- |
| Milan                  | 3–2   | Dundee                  | 3–0      | 0–2      |
| Carl Zeiss Jena        | 0–4   | Wolverhampton Wanderers | 0–1      | 0–3      |
| Eintracht Braunschweig | 3–6   | Ferencváros             | 1–1      | 2–5      |
| PSV                    | 1–4   | Lierse                  | 1–0      | 0–4      |
| Rapid Wien             | 1–5   | Juventus                | 0–1      | 1–4      |
| St. Johnstone          | 2–5   | Željezničar             | 1–0      | 1–5      |
| Tottenham Hotspur      | 5–0   | Rapid Bucureşti         | 3–0      | 2–0      |
| Arad                   | 3–1   | Vitória de Setúbal      | 3–0      | 0–1      |

## Quartas-de-final
As quartas de final foram disputadas entre os dias 7-9 (1º jogo) e 21-24 (2º jogo) de Março de 1972.
| Equipe 1    | Total  | Equipe 2                | 1.º jogo | 2.º jogo |
| ----------- | ------ | ----------------------- | -------- | -------- |
| Milan       | 3–1    | Lierse                  | 2–0      | 1–1      |
| Arad        | 1–3    | Tottenham Hotspur       | 0–2      | 1–1      |
| Ferencváros | (p)3–3 | Željezničar             | 1–2      | 2–1      |
| Juventus    | 2–3    | Wolverhampton Wanderers | 1–1      | 1–2      |

## Semifinais
As semi finais foram disputadas nos dias 5 (1º jogo) e 19 (2º jogo) de Abril.
| Equipe 1          | Total | Equipe 2                | 1.º jogo | 2.º jogo |
| ----------------- | ----- | ----------------------- | -------- | -------- |
| Tottenham Hotspur | 3–2   | Milan                   | 2–1      | 1–1      |
| Ferencváros       | 3–4   | Wolverhampton Wanderers | 2–2      | 1–2      |

## Finais
| Equipe 1                | Total | Equipe 2          | 1.º jogo | 2.º jogo |
| ----------------------- | ----- | ----------------- | -------- | -------- |
| Wolverhampton Wanderers | 2 – 3 | Tottenham Hotspur | 1 – 2    | 1 – 1    |